# Chad de Mercie
Pour les articles homonymes, voir Chad.
Chad ou Ceadda est un ecclésiastique anglo-saxon du VIIe siècle, probablement mort le 2 mars 672.

## Biographie
Originaire de Northumbrie, Chad étudie à Lindisfarne et voyage en Irlande avant de rejoindre son frère Cedd, abbé de Lastingham. Lorsque Cedd est emporté par la peste en 664, Chad lui succède à la tête du monastère. Le roi Oswiu le nomme évêque des Northumbriens la même année, mais cette élection irrégulière est annulée par l'archevêque Théodore de Cantorbéry en 669. À la place, il le nomme évêque des Merciens, avec son siège à Lichfield.

## Culte
La principale source concernant Chad est l'Histoire ecclésiastique du peuple anglais de Bède le Vénérable, rédigée quelques décennies après sa mort, qui rapporte sa grande piété et les miracles associés à son histoire. Il est considéré comme un saint et fêté le 2 mars. Ses reliques sont conservées à la cathédrale de Lichfield jusqu'à la Dissolution des monastères, au début du XVIe siècle. Elles se trouvent depuis le XIXe siècle à la cathédrale catholique de Birmingham, qui lui est consacrée. L'église Saint-Chad de Wishaw lui est également consacrée.